# Steven Matthews

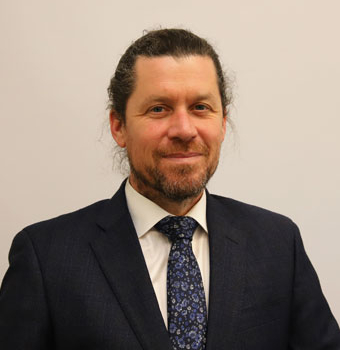
Steven Matthews (2020)

Steven Matthews (* 1970/1971 in Dublin) ist ein irischer Politiker der Green Party (GP) und war von 2020 bis 2024 Abgeordneter (Teachta Dála) im Dáil Éireann.

## Leben
Matthews ist ausgebildeter Ingenieur (Dublin Institute of Technology) für Planung und Umweltmanagement. Verheiratet ist er mit Erika Doyle, mit der er zwei Kinder hat. 
2014 wurde er in den Wicklow County Council gewählt. Bei den Wahlen zum Dáil Éireann 2016 im Wahlkreis Wicklow konnte er für die Green Party noch keinen Sitz erringen. Erst bei den Wahlen 2020 gelang es ihm, in den Dáil einzuziehen. Seine Frau rückte für ihn in den Wicklow County Council nach und er stellte sie als Mitarbeiterin im Parlament ein.
Bei den Wahlen zum Dáil Éireann 2024 wurde er nicht wiedergewählt.